# Боббі Соло
Боббі Соло (італ. Bobby Solo, спр. ім'я Роберто Сатті (італ. Roberto Satti), нар. 18 березня 1945, Рим) — італійський співак і актор. Дворазовий переможець фестивалю італійської пісні в Сан-Ремо. Представник Італії на конкурсі пісні Євробачення 1965.

## Біографія

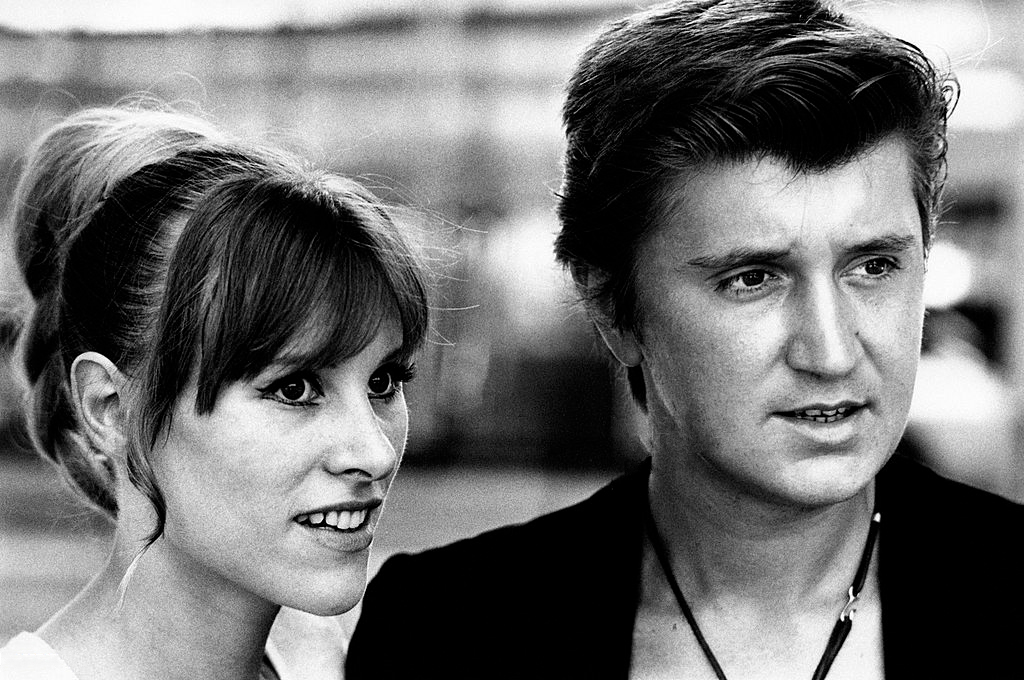
Соло з дружиною

Боббі Соло народився в Римі в 1945 році. Музикою захопився в підлітковому віці. Його цікавив рок-н-рол, зокрема, Елвіс Преслі, який справив значний вплив на творчість Боббі Соло. Музичну кар'єру розпочав у 1963 році. У 1964 році вперше взяв участь у фестивалі Сан-Ремо з піснею «Una lacrima sul viso» (укр. Сльози на обличчі), автором якої є Джуліо Рапетті Могол. Пісня стала хітом, але Боббі Соло був дискваліфікований за виконання під фонограму. Друга спроба участі в конкурсі виявилася більш успішною: в 1965 році Боббі Соло здобув перемогу в Сан-Ремо з піснею «Se piangi, se ridi» (укр. Якщо плачеш, якщо смієшся). Після цього успіху співак був удостоєний честі представляти Італію на конкурсі пісні Євробачення 1965. Конкурс проходив у Наполі, та Боббі Соло виступив успішно, посівши п'яте місце. У 1969 році знову переміг в Сан-Ремо з піснею «Zingara» (укр. Циганка), яку виконав разом з Івою Дзаніккі. Останній раз взяв участь в Сан-Ремо в 2003 році.

## Фільмографія
Боббі Соло відомий і як актор. Зокрема зіграв головну роль в італійському фільмі «Циганка» (італ. Zingara).
- «Циганка» (італ. Zingara) (1969).
- Барселона (1994) — вокал.
- 5x2 (2004) — вокал.
- Чак і Ларрі: Пожежне весілля" (2007) — вокал.

## Особисте життя
Боббі Соло був одружений з французькою танцюристкою Софі. У них народилося троє дітей: син Ален (нар. 1968) і дочки Шанталь (нар. 1971) та Мюріель (нар. 1975). Також у Боббі Соло є позашлюбна донька Вероніка (нар. 1991). У 1995 році одружився з американкою Трейсі.